# 医療・介護理美容学会
医療・介護理美容学会とはベッド上で呼吸器や拘縮が強く体位変換が困難であったり、感染症やその他の理由で施術が困難な方に、どのようにパーマやカラー、デザインカットを施術していくか、そういった所の高度な技術講習と医療知識を研究・発信する団体である。
看護師・理容師・美容師の資格を持ったものが中心となり進めている。
| サブスタブ | この項目は、まだ閲覧者の調べものの参照としては役立たない、書きかけの項目です。この項目を加筆・訂正などしてくださる協力者を求めています。このテンプレートは分野別のサブスタブテンプレートやスタブテンプレート（Wikipedia:分野別のスタブテンプレート参照）に変更することが望まれています。 |